# Milla magnifica
Milla magnifica är en sparrisväxtart som beskrevs av Harold Emery Moore. Milla magnifica ingår i släktet Milla och familjen sparrisväxter. Inga underarter finns listade i Catalogue of Life.